# Luna Cruz Perez
Luna Cruz Perez (Zaandam, 2006) is een actrice die onder andere de rol van Anne Frank speelt in de YouTube-serie Anne Frank Videodagboek (2020).
Eerder speelde ze een kleine rol in Flikken Maastricht.

## Filmografie
- Flikken Maastricht (2020) - Noor Durand (televisieserie, afl. "Monnikskap")
- Anne Frank Videodagboek (2020) - Anne Frank (YouTube-serie)
- The Cloudmaker (2020) - Fabiola (stem, short)